# HMS Magnificent (1894)
O HMS Magnificent foi um couraçado pré-dreadnought operado pela Marinha Real Britânica e a primeira embarcação da Classe Majestic. Sua construção começou em dezembro de 1893 no Estaleiro Real de Chatham e foi lançado ao mar em dezembro de 1894, sendo comissionado na frota britânica em dezembro do ano seguinte. Era armado com uma bateria principal composta por quatro canhões de 305 milímetros montados em duas torres de artilharia duplas, tinha um deslocamento de dezesseis mil toneladas e alcançava uma velocidade máxima de dezesseis nós.
O Magnificent teve um início de carreira tranquilo, servindo primeiro na Frota do Canal e depois na Frota do Atlântico e Frota Doméstica, servindo na reserva a partir de 1906. A Primeira Guerra Mundial começou em 1914 e ele foi colocado como navio de guarda em Scapa Flow. Foi parcialmente desarmado no ano seguinte e usado como navio de transporte de tropas para a Campanha de Galípoli. O Magnificent voltou para casa em 1916 e foi convertido em um depósito de munição, exercendo esta função até ser colocado para descarte em 1921 e desmontado no ano seguinte.

## Características

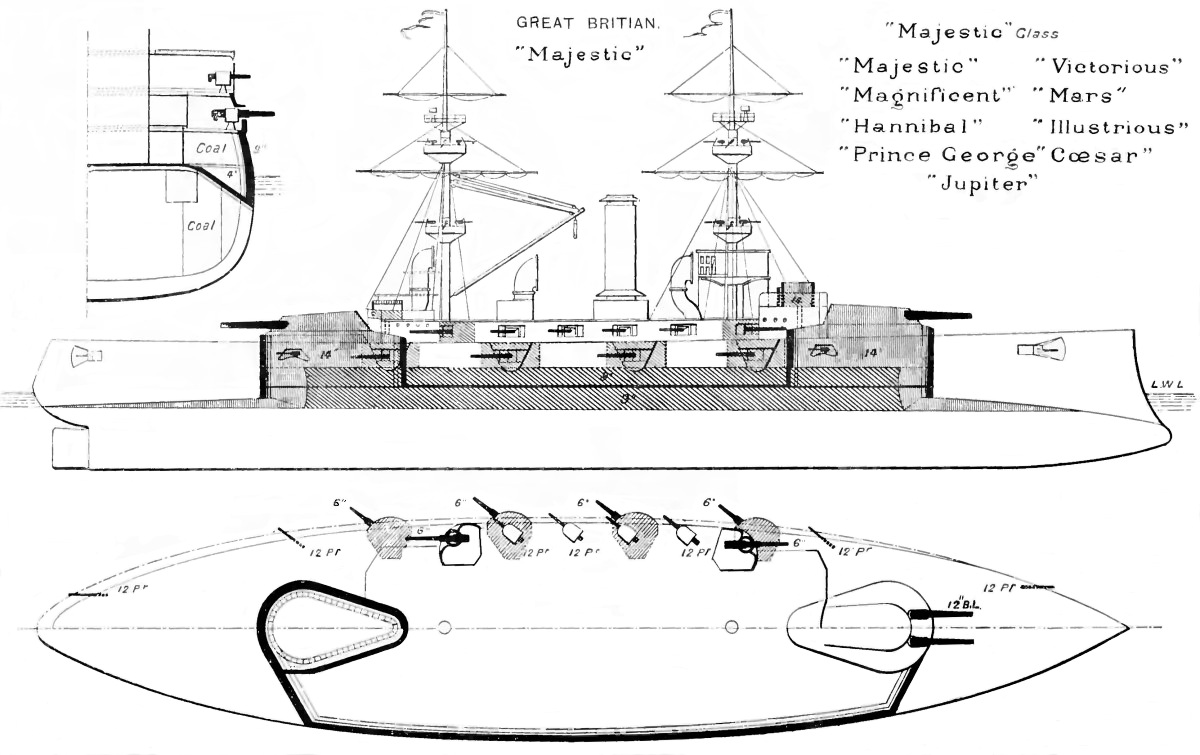
Desenho da Classe Majestic

O Magnificent tinha 128,3 metros de comprimento de fora a fora, boca de 22,8 metros e calado de 8,2 metros. Seu deslocamento carregado de 16 320 toneladas. Seu sistema de propulsão era composto por oito caldeiras de tubos d'água cilíndricas a carvão que alimentavam dois motores de tripla expansão com três cilindros, cada um girando uma hélice. As caldeiras foram substituídas entre 1907 e 1908 por modelos que queimavam óleo combustível. Os motores tinham uma potência indicada de 10,2 mil cavalos-vapor (7,5 mil quilowatts) para uma velocidade máxima de dezesseis nós (trinta quilômetros por hora). A tripulação era formada por 672 oficiais e marinheiros.
O armamento principal consistia em quatro canhões Marco VIII calibre 35 de 305 milímetros montados em duas torres de artilharia, uma à vante e outra à ré. As torres ficavam sobre barbetas em formato de pêssego. O armamento secundário tinha doze canhões calibre 40 de 152 milímetros montados em casamatas em dois conveses à meia-nau. Também tinha dezesseis canhões de 76 milímetros e doze canhões de 47 milímetros para defesa contra barcos torpedeiros. Por fim, foi equipado com cinco tubos de torpedo de 450 milímetros, quatro dos quais ficavam submersos no casco e o último em um lançador no convés. O cinturão principal de blindagem era feito de aço Harvey e tinha 229 milímetros de espessura. As barbetas eram protegidas por 356 milímetros, mesma espessura das laterais da torre de comando. As anteparas tinha de 305 a 356 milímetros, enquanto o convés tinha entre 64 e 102 milímetros.

## Carreira

### Tempos de paz
O batimento de quilha do Magnificent ocorreu em 18 de dezembro de 1893 no Estaleiro Real de Chatham, sendo lançado ao mar um ano e um dia depois em 19 de dezembro de 1894. Foi comissionado em dezembro de 1895, substituindo o couraçado HMS Empress of India como capitânia da Frota do Canal. Esteve presente em 26 de junho de 1897 para uma revista naval em Spithead em celebração do jubileu de diamante da rainha Vitória. O capitão John Ferris foi nomeado oficial comandante do couraçado em janeiro de 1899, enquanto em fevereiro do ano seguinte o navio foi designado para a Divisão Oriental da Frota do Canal, sendo a capitânia do contra-almirante Arthur Dalrymple Fanshawe. O Magnificent estava em Portsmouth em 21 de janeiro de 1901 quando Vitória morreu, hasteando o Estandarte Real à meio-mastro em luto. O capitão Arthur John Horsley foi nomeado oficial comandante em outubro de 1900, enquanto em junho do ano seguinte se tornou a capitânia do contra-almirante sir William Acland, 2º Baronete e segundo em comando da Esquadra do Canal. Acland manteve esse ponto até 5 de junho de 1902, sendo sucedido pelo contra-almirante Assheton Curzon-Howe. O couraçado participou em 16 de agosto de 1902 de uma revista naval em celebração da coroação do rei Eduardo VII, enquanto no mês seguinte participou de manobras com a Frota do Mediterrâneo. O capitão Sackville Carden assumiu o comando em 16 de outubro, visitando Gibraltar e Tetuão na semana seguinte.

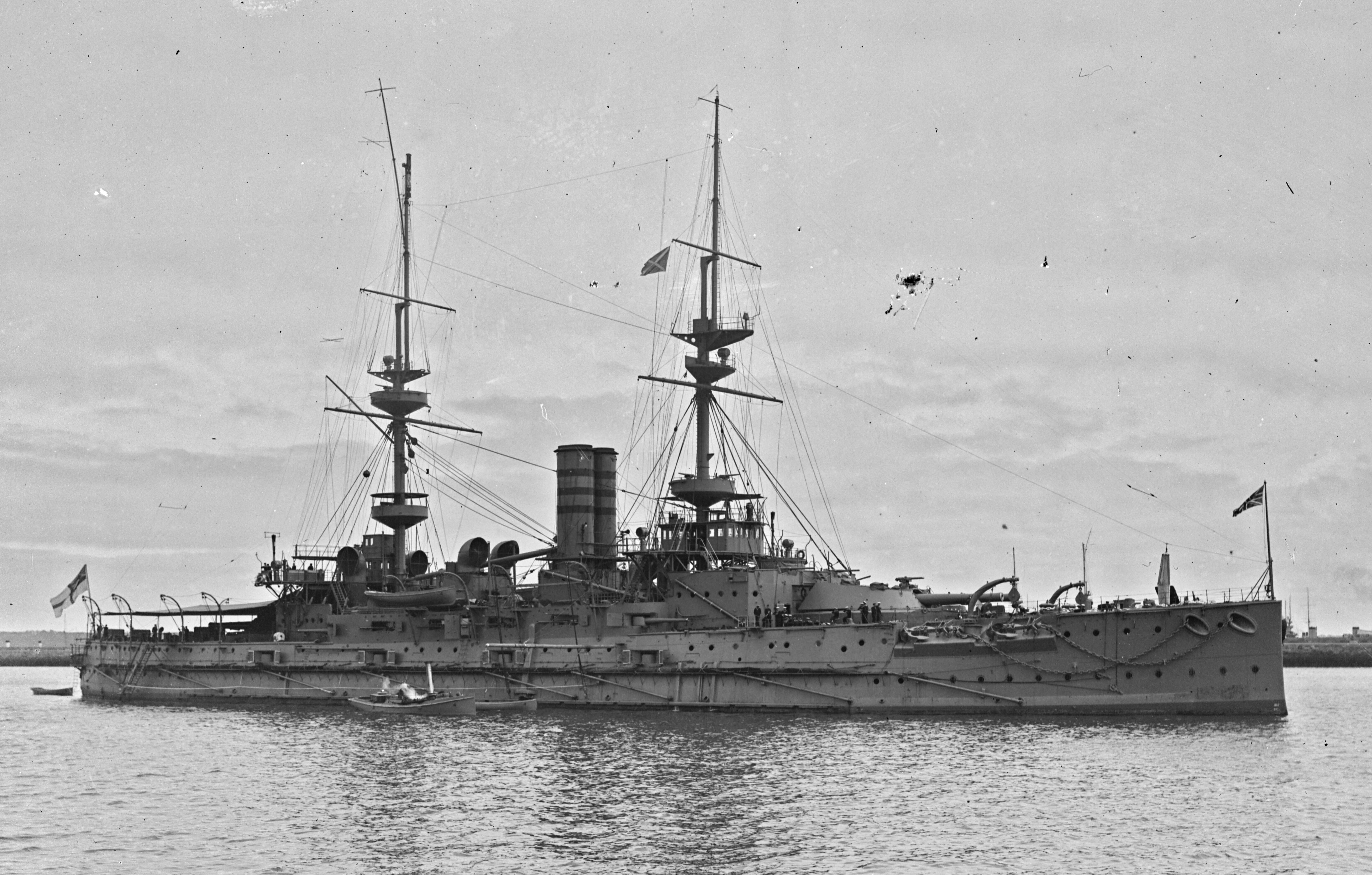
O Magnificent em 10 de julho de 1905

O navio se tornou a capitânia da Frota do Canal em janeiro de 1904. A Frota do Canal se tornou a Frota do Atlântico em janeiro de 1905 e assim o Magnificent se tornou parte desta formação. Um de seus canhões explodiu em 14 de junho e matou dezoito tripulantes. Este acidente foi causado por um projétil defeituoso em um dos canhões de 152 milímetros; ele não disparou e assim a culatra foi aberta, porém o contato com o ar fez o projétil detonar. Foi tirado de serviço em 15 de novembro de 1906, sendo colocado na reserva em Chatham no dia seguinte. Foi colocado em dezembro junto com a Escola de Artilharia em Sheerness como navio-escola.
O Magnificent foi designado em março de 1907 para a Divisão de Nore da Frota Doméstica. Se tornou temporariamente em novembro a capitânia do comandante da frota, enquanto em 1908 passou por reformas em Chatham em que recebeu novos sistemas de controle de disparo e caldeiras. Serviu de capitânia para o segundo em comando da Frota Doméstica de agosto de 1908 a janeiro de 1909. A tripulação do Magnificent foi reduzida para o mínimo necessário em fevereiro como parte do comissionamento de reserva. Tornou-se em 24 de março a capitânia do Vice-Almirante da 3ª e 4ª Divisões da Frota Doméstica, mantendo este posto até ser substituído pelo couraçado HMS Bulwark em 1º de março de 1910. O Magnificent foi recomissionado na Frota Doméstica em 27 de setembro como navio-escola em Devonport. Sua sacada da popa foi danificada em dezembro durante uma colisão. Tornou-se em fevereiro de 1911 navio auxiliar para o navio-escola HMS Vivid, depois navio-escola de artilharia em Devonport em 14 de maio de 1912. Encalhou sob neblina em 16 de junho de 1913 perto da Baía de Cawsand. Foi recomissionado em 1º de julho de 1913 na 3ª Frota.

### Primeira Guerra
O Magnificent e seus irmãos HMS Victorious, HMS Mars e HMS Hannibal foram designados em 27 de julho de 1914 para a 9ª Esquadra de Batalha como uma mobilização preventiva pouco antes da Primeira Guerra Mundial. Ficaram de navios de guarda em Humber até o início da guerra. A 9ª Esquadra de Batalha foi dissolvida em 7 de agosto de 1914 e o Magnificent e Hannibal transferidos para Scapa Flow a fim de reforçarem as defesas locais Os membros da Classe Majestic eram os couraçados mais antigos e menos eficazes em serviço britânico na época. O cruzador protegido HMS Crescent substituiu o Magnificent em 16 de fevereiro de 1915 e o couraçado descomissionado.
O couraçado chegou em Belfast no final de fevereiro para ser desarmado. Todos os seus canhões principais e secundários, com exceção de quatro armas de 152 milímetros, foram removidos entre março e abril. Seus canhões de 305 milímetros foram usados para armar osmonitores HMS General Craufurd e HMS Prince Eugene. O Magnificent em seguida foi ancorado em abril em Loch Goil. Foi recomissionado em 9 de setembro para servir com os também desarmados Mars e Hannibal como navios de transporte de tropas para a Campanha de Galípoli. Os três deixaram o Reino Unido em 22 de setembro e chegaram em Mudros em 7 de outubro. O Magnificent participou da evacuação de tropas Aliadas de Suvla entre 18 e 19 de dezembro. Deixou Dardanelos em fevereiro de 1916 ao final da campanha e voltou para casa, sendo descomissionado em 3 de março.
O navio permaneceu em Devonport até agosto de 1917, quando foi ser convertido em um depósito de munição flutuante nos estaleiros da Harland & Wolff em Belfast. Os trabalhos terminaram em outubro de 1918 e ele foi transferido para Rosyth. O Magnificent foi colocado na lista de descarte em 4 de fevereiro de 1920, mas continuou como depósito de munição em Rosyth até abril de 1921. Foi vendido para desmontagem em 9 de maio de 1921, sendo desmontado no ano seguinte pela Thos. W. Ward em Inverkeithing.